# Paramesodes pusae
Paramesodes pusae är en insektsart som beskrevs av Wilson 1983. Paramesodes pusae ingår i släktet Paramesodes och familjen dvärgstritar. Inga underarter finns listade i Catalogue of Life.